# 3rd Wing
Le 3rd Wing (3e Escadre), appartenant aux Pacific Air Forces de l'United States Air Force est la principale unité de la base d'Elmendorf Air Force Base en Alaska.

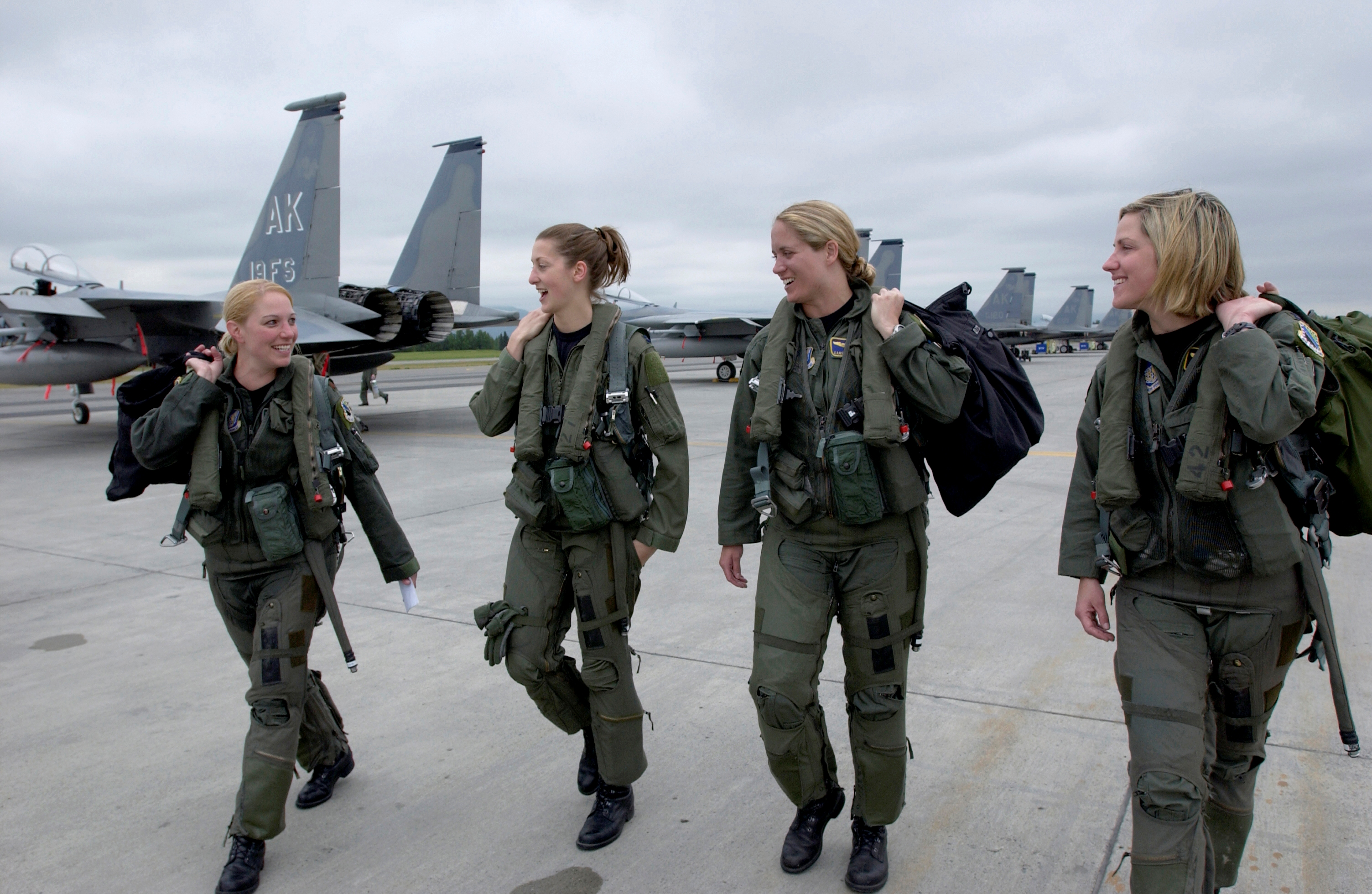
Pilotes de F-15 du Wing de la base d'Elmendorf